# Kleroterion

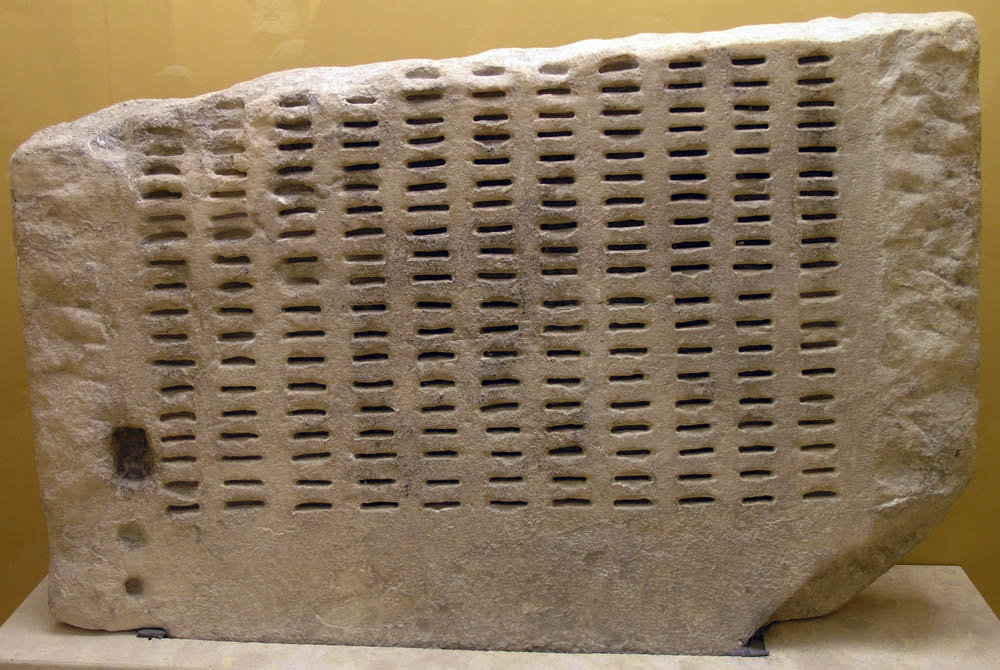
Kleroterion in de stoa van Attalus.

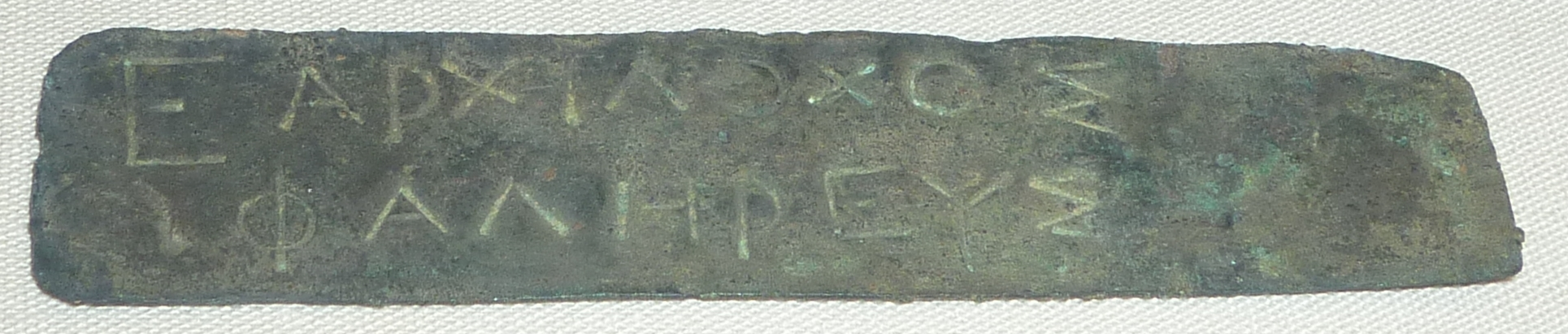
Een pinakion.

Het Kleroterion (Oudgrieks: κληρωτήριον < κλῆρος: lot) was een antieke lotingsmachine.
Het bestond uit een grote stenen plaat waarin zich in meerdere rijen geordende gleuven bevonden. In deze gleuven werden jetons of schijven (pinakia) met de namen van de ter loting staande personen geschoven. Aan de zijkant van de machine bevond zich een loodrechte buis, waarin witte en zwarte bollen werden geworpen, die dan in toevallige volgorde onderaan de buis uitkwamen.
Volgens de traditionele visie werd een trechtervormige toestel bovenaan de buis met bollen gevuld. Zoals uit een reconstructie van de apparatuur duidelijk werd, is een dergelijke werkwijze echter onwaarschijnlijk, omdat de bollen onderaan de trechteropening blokkeren en aldus niet door de buis geraken. (Een reconstructie bevindt zich in het Buigen-gymnasium in Herbrechtingen.)
Vermoedelijk werd van links naar rechts en van boven naar onder, onder andere de samenstelling van de boulè bepaald. Ofwel voor elke rij van gleuven ofwel voor elk afzonderlijke jeton of schijf (pinakion) liet men een bol uit de machine vallen. Kandidaten of groepen die een witte bol hadden gekregen, werden als verkozen beschouwd, kandidaten of groepen met een zwarte bol waren niet verkozen.
Het hier afgebeelde kleroterion uit de stoa van Attalus op de agora in Athene diende waarschijnlijk voor de loting van de leden van de boulè, omdat het gleuven die in elf rijen zijn verdeeld heeft – vermoedelijk voor elf trittyen.